# Coda (Zeitschrift)
Coda war ein kanadisches Jazzmagazin. Die Musikzeitschrift erschien in Toronto zwischen 1958 und 2009 zumeist zweimonatlich mit sechs Ausgaben pro Jahr. Aufgemacht als Magazin enthielt sie Artikel über aktuelle Musiker der (zunächst nationalen, später internationalen) Szene sowie Interviews, Besprechungen (auch von Clubs und Konzerten) und Artikel über Jazzaufnahmen, Jazzbücher und andere Themen rund um den Jazz.

## Geschichte
Zunächst gegründet von dem Verleger und Plattenproduzenten John Norris als Nachrichtenblatt eines traditionellen Jazzclubs in Toronto, erweiterte Coda rasch den Fokus. So trug das Magazin in zeitlicher Folge die Untertitel The Canadian Jazz Magazine (beginnend mit der Ausgabe vom Juni 1959), Canada's Jazz Magazine (August–September 1964). Ab Herbst 1976 wird am Untertitel The Jazz Magazine eine internationale Ausrichtung des Blattes erkennbar, während Coda sich im August 1984 als The Journal of Jazz and Improvised Music der Improvisationsmusik als weiterer Spielart zeitgenössischer Musik öffnete.
1976 wechselte die Herausgeberschaft zum Musiker Bill Smith, der bereits seit 1968 gemeinsam mit Norris das unabhängige Label Sackville Recordings betrieb. Smith war zwischen 1976 und 1983 zusammen mit David Lee Herausgeber, dann bis November 2000 alleiniger Herausgeber. Nachdem Coda zu diesem Zeitpunkt an das Familienunternehmen Warwick Publishing Group verkauft worden war, fungierte zunächst Nick Pitt und später Jim Williamson als Herausgeber.
Im Mai 2004 lag die Druckauflage bei etwa 3000 Exemplaren; zwei Drittel der Hefte wurden damals außerhalb Kanadas verkauft. Dabei wendete sich Coda eher an Spezialisten als an die breite Öffentlichkeit. Jenseits von Autoren aus Kanada schrieben regelmäßig renommierte internationale Autoren wie William Minor, Art Lange, Johnny Simmen und Francesco Martinelli für das Magazin. Bei der jährlichen Wahl der Jazz Journalists Association wurde Coda immer wieder als beste Jazzzeitschrift nominiert – als einziges nicht in den USA erscheinendes Magazin. Die ISSN war 0820-926X.

## Archiv
Die Internet Archive Collection umfasst Mikroformen der Hefte, die zwischen 1973 und 2008 veröffentlicht wurden.